# افه مرت
افه مرت (به هلندی: Ophemert) یک منطقهٔ مسکونی در هلند است که در بتون واقع شده‌است. افه مرت ۱٬۶۳۰ نفر جمعیت دارد.